# Saint-Berthevin
Saint-Berthevin ist eine französische Gemeinde mit 7.384 Einwohnern (Stand: 1. Januar 2022) im Département Mayenne in der Region Pays de la Loire. Sie gehört zum Arrondissement Château-Gontier und zum Kanton Saint-Berthevin. Die Einwohner werden Berthevinois und Berthevinoises genannt.
Die Gemeinde erhielt 2022 die Auszeichnung „Drei Blumen“, die vom Conseil national des villes et villages fleuris (CNVVF) im Rahmen des jährlichen Wettbewerbs der blumengeschmückten Städte und Dörfer verliehen wird.

## Geographie
Durch Saint-Berthevin fließt der Vicoin, an der nordwestlichen Gemeindegrenze auch sein Zufluss Paillardière. Ein gewisser Teil des Waldgebiets Forêt de Concise liegt im Gemeindegebiet. Umgeben wird Saint-Berthevin von den Nachbargemeinden Le Genest-Saint-Isle im Nordwesten und Norden, Changé im Norden und Nordosten, Laval im Osten und Südosten, Montigné-le-Brillant im Süden, Ahuillé im Südwesten und Loiron-Ruillé im Westen.

## Bevölkerungsentwicklung
| Jahr      | 1962 | 1968 | 1975 | 1982 | 1990 | 1999 | 2006 | 2019 |
| Einwohner | 1713 | 2289 | 4897 | 5624 | 6382 | 6873 | 6889 | 7353 |

## Sehenswürdigkeiten
- Kirche Saint-Berthevin aus dem 11. Jahrhundert
- Ehemalige Kalköfen Les Brosses aus dem 19. Jahrhundert, seit 1989 in Teilen als Monument historique eingeschrieben
- Schloss Le Chatelier

## Gemeindepartnerschaften
- Wehingen, Baden-Württemberg, Deutschland, seit 1969
- Minehead, Somerset (England), Vereinigtes Königreich, seit 1990/1991
- Caslino d’Erba, Provinz Como (Lombardei), Italien, seit 1995
- Ceutí, Provinz Murcia, Spanien, seit 1998
- Desești, Maramureș (Transsylvanien), Rumänien

## Persönlichkeiten
- Jean Chouan (1757–1794), Royalist und Konterrevolutionär im Jahr 1793, geboren in Saint-Berthevin